# Un monde sans femmes
Pour les articles homonymes, voir Matrubhoomi, un monde sans femmes.
Pour plus de détails, voir Fiche technique et Distribution.
Un monde sans femmes est un moyen métrage français réalisé par Guillaume Brac sorti en salle en 2012. Le film constitue la suite du Naufragé, court métrage de Guillaume Brac tourné en 2009 et distribué en même temps.

## Synopsis
Patricia et sa fille Juliette viennent passer des vacances dans un village côtier du nord de la France. Elles rencontrent Sylvain, un jeune célibataire timide et introverti, qui s'occupe de la gestion de leur appartement de location. Patricia, qui veut juste s'amuser et qui a un penchant pour l'alcool, fait naître chez Sylvain, un soir d'ivresse, un désir qu'elle ne saura combler.

## Fiche technique
- Titre : Un monde sans femmes
- Réalisation : Guillaume Brac
- Scénario : Guillaume Brac et Hélène Ruault
- Photographie : Tom Harari
- Son : Emmanuel Bonnat
- Mixage : Vincent Verdoux
- Montage : Damien Maestraggi
- Musique : Tom Harari
- Pays de production :  France
- Société de production : Année Zéro
- Société de distribution : NiZ!
- Langue : français
- Couleur : couleur
- Durée : 56 minutes
- Date de sortie : France - 8 février 2012

## Distribution
- Vincent Macaigne : Sylvain
- Laure Calamy : Patricia
- Constance Rousseau : Juliette, la fille de Patricia
- Laurent Papot : Gilles, le gendarme dragueur
- Marie Picard : Marie
- Geoffrey Boulanger : un dragueur sur la plage
- Cédric Cailleux : un dragueur sur la plage

## Tournage
Le film a été tourné à Ault sur la côte d'Opale,, en 16 mm.

## Distinctions
- Grand Prix Europe et Prix CinéCinéma au festival du cinéma de Brive 2011
- Prix du public, prix Emergence, prix d'interprétation masculine pour Vincent Macaigne et prix d'interprétation féminine pour Laure Calamy au festival Côté court de Pantin 2011
- Prix du moyen-métrage au 31e Festival international du film d'Amiens.
- Prix du public court-métrage et prix d'interprétation Janine Bazin pour Laure Calamy au 26e Festival Entrevues de Belfort[4].
- Prix du meilleur court-métrage 2011 décerné par le syndicat français de la critique de cinéma[5]
- Nommé aux César du cinéma 2012 dans la catégorie meilleur film de court-métrage[6].

## Réception critique
La réception critique est plutôt bonne. Serge Kaganski dans les Inrockuptibles, Jacques Mandelbaum dans Le Monde et Julien Gester dans Libération comparent le réalisateur à Éric Rohmer et Jacques Rozier,,. Nathan Reneaud dans la revue Études, lui aussi élogieux, ajoute  une référence au travail naturaliste de Maurice Pialat.